# Hańsk (plaats)
Hańsk is een dorp in het Poolse woiwodschap Lublin, in het district Włodawski. De plaats maakt deel uit van de gemeente Hańsk.